# Ü-Tsang
Ü-Tsang (tibetansk: དབུས་གཙང་, Wylie: Dbus-gtsang) er den centrale af de tre historiske regioner i Tibet, hvor Kham og Amdo er de to andre. Ü-Tsang er slået sammen af to områder, Ü og Tsang, som havde henholdsvis Lhasa og Shigatse som centrum. Den nuværende autonome region Tibet omfatter den største del af det territorium som en gang udgjorde Ü-Tsang, samt dele af Kham.
30°51′21″N 92°13′38″Ø / 30.85571°N 92.22729°Ø